# Gangyō-ji
Le Gangyō-ji ou Gankei-ji (元慶寺) est un temple bouddhiste à Kyōto, fondée en 877 par le prêtre Henjō.
Le temple est fondé la première année de l'ère Gangyō (元慶元年, Gangyō gannen), et prend le nom de cette nouvelle ère,. L'empereur Kōkō donnait fonds et dotait ce temple.
À l'ère Kanna (寛和), an 2 (986), l'empereur Kazan abdique en ce temple. Le chūnagon Yoshikane et le sachūben Korenari le suivent et deviennent prêtres. À la suite de cela, le temple est également connu sous le nom de Kazan-ji (花山寺).